# جونپی میزوباتا
جونپی میزوباتا (انگلیسی: Junpei Mizobata; ۱۴ ژوئن ۱۹۸۹ – ) بازیگر اهل ژاپن بود.
از فیلم‌ها یا برنامه‌های تلویزیونی که وی در آن نقش داشته‌است می‌توان به گردن، وقتی که پرده دعا فرو می‌ریزد اشاره کرد.